# 楊一鵬 (萬曆進士)
楊一鵬（1577年—1635年），字大友，號崑岑，湖廣岳州府岳州衛人，官籍，明末政治人物。萬曆庚戌進士，崇禎時官至鳳陽巡撫。因張獻忠破鳳陽，焚明祖陵，救援不及，獲罪被斬。

## 生平
萬曆三十四年（1606年）丙午科湖廣鄉試第十七名舉人，年三十四中式萬曆三十八年（1610年）庚戌科會試一百三十七名，廷试三甲二十名進士。都察院觀政，授四川成都府推官，四十年本省同考，四十三年贵州同考，萬曆四十四年（1616年）陞吏部騐封司主事。四十五年調考功、文選，四十六年陞騐封司員外，調考功，任陝西乡试主考官，九月調文選司。歷官大理寺丞，天啓五年（1625年）十月以东林遗奸削籍歸里。
崇禎元年（1628年）起复大理寺右寺丞，崇祯六年（1633年），以兵部左侍郎拜户部尚书兼右佥都御史，总督漕运，兼巡抚江北凤阳等四府。八年，張獻忠陷鳳陽，焚毀明祖陵，楊一鵬在淮安，不及救援，因此被斬。

## 軼事
《玉堂荟记》載，楊一鵬任成都推官時，曾遇異僧。二十餘年後，已任巡撫，僧人託人送信，勸其歸隱。不久，楊一鵬即獲罪身死。此後數日，主稿郎中纪克家在官署白昼见杨，入遂倒地，回家未三日而卒。。

## 家族
曾祖楊德，庠生。祖父楊蓁。父楊紹儒，封四川成都府推官；母湯氏，贈孺人。严侍下。兄一廉（廩生）；一奇；一章（庠生），弟一培（庠生）；一竑；一玉。
子聖朝（庠生）；治朝；泰朝；昌朝；盛朝；熙朝。